# Komet West-Kohoutek-Ikemura
Komet West-Kohoutek-Ikemura (uradna oznaka je 76P/West-Kohoutek-Ikemura) je periodični komet z obhodno dobo okoli 6,5 let. Komet pripada Jupitrovi družini kometov. 

## Odkritje[2]
Komet je prvi opazil Richard Martin West v januarju 1975 na plošči, ki so jo posneli 15. oktobra 1974 na Južnem evropskem observatoriju (La Silla, Čile). V februarju 1975 je tudi Luboš Kohoutek opazil komet na plošči posneti 9. februarja 1975. Tošihiko Ikemura je neodvisno našel komet 1. marca, vendar na drugem mestu, kot je pričakoval. Pozneje so ugotovili, da je to bil komet, ki sta ga opazila pred njim že West in Kohoutek. 

## Lastnosti
Komet ima premer 0,66 km .
Ob odkritju je komet imel magnitudo 12. 
Komet so opazovali tudi na Observatoriju Črni vrh